# 王昭儀 (曹操)
王昭儀（?—?），姓王，名不详，三国时曹操的妾室。封为昭仪。
王昭儀被曹操宠爱，汉献帝建安二十年（215年），陈氏为曹操生下第二十五子高平亭侯曹幹，又名曹良。建安二十三年（218年），陈氏病卒，曹操将三岁丧母的曹幹交由王昭仪抚养，并改封为赖亭侯，后又改为弘农侯。建安二十五年（220年）正月，曹操薨。同年十月，曹丕取代汉朝称帝，建立曹魏，是为魏文帝。曹丕被曹操立为嗣，王昭仪对他有所帮助。曹丕因王昭仪曾有恩于自己，遂多次对曹幹加封进爵，历封燕公、河间王、乐城县公、巨鹿县公、赵王。